# Sérgio Carolino
Sérgio Carolino (Alcobaça, 26 de Outubro de 1973) é um tubista português, professor e "Artista Internacional Yamaha", premiado e com projecção mundial, participando nos mais variados projectos musicais inovadores com o seu instrumento, incluindo o jazz, a música improvisada e o repertório clássico. 

## Biografia
Sérgio Carolino nasceu em Alcobaça (Portugal) em 1973, e iniciou os seus estudos na Escola de Música da Banda de Alcobaça, onde após uma pequeníssima e fugaz passagem pelo fagote, passou de emidiato para a tuba,  instrumento pelo qual diz "Foi Amor ao Primeiro Som!". Dois anos mais tarde é admitido na Escola de Música do Conservatório Nacional de Lisboa, prosseguindo os seus estudos no Conservatório de Música de Genebra (Suiça), com o professor Pierre Pilloud (tuba solo da Orquestra da Suisse Romande), e na disciplina de música de câmara com o professor Kurt Sturzenegger. Ao longo da sua aprendizagem, frequentou com participante várias  Master Classes com os professores Roger Bobo, Mel Culbertson, Shmuel Hershko, Gene Pokorny e Harvey Philips.  
Demonstrou uma grande curiosidade, e a capacidade explorar diferentes caminhos e idiomas músicais, tendo-se apresentado na interpretação desde o repertório clássico e contemporâneo ao jazz e música improvisada mais experimentalista. Actualmente a sua reputação internacional como um virtuoso estabeleceu-se pela sua interpretação do repertório standard e contemporâneo para tuba e na sua abordagem estilistica ao jazz, funk e à música totalmente improvisada. 
Sérgio Carolino fundou variadíssimos grupos/projectos como "Estardalhaço da Geringonça", "Estardalhaço Brass Band", "SACALE" trio com Bernardo Sassetti (piano) e Jean-François Lézé (marimba), "To B'Horn" trio com B.Silva (trompa), "Multiphonic Pocket Band", o ensemble português de tubas "Tubaphonia", colaborando com imensa regularidade com  orquestras portuguesas como a Orquestra Metropolitana de Lisboa (da qual foi tuba solo de 1997 a 2001), Orquestra Sinfónica Portuguesa, Orquestra Gulbenkian, Remix Ensemble, Orquestra Portuguesa da Juventude e a Orquestra Jovem de Sopros da União Europeia . 
Sérgio Carolino desenvolve uma constante actividade como tubista orquestral, solista, em música de câmara e nos seus mais variados e ecléticos projetos, bem como enquanto professor, actuando nos mais diversos festivais de música, e ensinando como convidado nos mais prestigiados conservatórios e universidades um pouco por todo Mundo. Espanha, França, Suíça, Finlândia, Bélgica, Holanda, Eslováquia, Alemanha, República Checa, Hungria, Inglaterra, Áustria, Austrália, EUA, Noruega, Tailândia, Peru, Brasil, Japão, Luxemburgo, Turquia, Singapura, Islândia, Itália, China, Argentina, Eslovénia, Suécia foram alguns dos países onde já se apresentou e apresenta com reguaridade. Em breve apresentar-se-á em  Hong Kong, no México e na Coreia do Sul. 
Desde 2000, está envolvido em novos e inovadores projectos musicais: os TGB com Mário Delgado (guitarra) e Alexandre Frazão (bateria), 2tUBAS&friends com Anne Jelle Visser (tuba), Duo XL com Telmo Marques (piano), diretor do ensemble português de tubas How Low Can You Go?, European Tuba Trio com François Thuillier (tuba) e Anthony Caillet (eufónio), The Postcard Brass Band, projeto TUBIC com a companhia SA Marionetas de Alcobaça, o Ensemble TUBAX com Mário Marques (saxofone) e Telmo Marques (piano) e quarteto de cordas, (versão com 2 pianos com Telmo Marques e Daniel Bernardes), e TUBAX DUO (com Mário Marques), o Tu B'Horn com José Bernardo Silva (trompa), Tuba 'n Saxes Company¡ com o quarteto de saxofones SAXOFÍNIA e Jeffery Davis, Mr SC & The Wild Bones Gang, o Duo TUBAB duo com o baterista Jorge Queijo, Surrealistic Discussion com jovem virtuoso João Barradas, T’nT tubas&trombones com Steve Rossé (tuba) e os The Wild Bones Gang, os The Funky Bones Factory! com Ruben da Luz, Paulo Perfeito, Daniel Dias, Rui Bandeira (trombones), Miguel Moreira (guitarra) e Acácio Salero (bateria). Dos seus mais recentes projetos incluem o ensemble Hangin’ from the Strings! (tuba e quinteto de cordas), Conical Brass com Jeff Nelsen (trompa) e Telmo Marques (piano), VOX HUMILIS com Thomas Ruedi (eufónio), Crossfade Ensemble com Daniel Bernardes, Mário Marques, Jeffery Davis, João Barradas, Hugo Assunção, Ricardo Toscano, o duo Moderato Tangabile com o pianista/compositor Argentino Daniel Schvetz, o trio SubWoofer com Gil Gonçalves (tuba) e Miguel Moreira (bateria), o DUO AR. com a cantora e ícone mundial - Maria João, o YAMAHA TUBA DUO com Shimpei Tsugita (tuba), o projeto TUBA&DRUMS DOUBLE DUO com Oren Marshall (tuba) e Alexandre Frazão e Mário Costa (bateria), o TransAtlantic Tuba Connection com Mike Forbes (tuba) e Pedro Silva (set up de bateria) e o T'nT "Tuba 'n Tuba" com Gene Pokorny (tuba principal da Chicago Symphony Orchestra).
Actualmente, Carolino é professor de tuba e diretor artístico do Jovem Ensemble Português de Metais e Percussão MASSIVE BRASS ATTACK! na Escola Superior de Música, Artes e Espectáculo (ESMAE) do Instituto Politécnico do Porto (IPP) e, desde 2002, tuba solo da Orquestra Sinfónica do Porto Casa da Música.
Foi solista com a Orquestra Sinfónica do Porto Casa da Música, onde estreou Mundialmente o “Concerto para Tuba e Orquestra, Op. 144” (obra a si dedicada) do compositor António Victorino D’Almeida, e mais recentemente, o “Concerto para Tuba e Orquestra – Impermanentia” do compositor Paulo Perfeito (também dedicado à sua pessoa), sob a direção de Christian Lindberg. Em 2006 fez a estreia mundial da obra “Hangin’ from the Strings – Fantasia para tuba,  orquestra de cordas e harpa” de Paulo Perfeito, com a Orquestra de Cordas da Universidade de Melbourne, inserido no Melbourne International Festival of Brass, fazendo a estreia nacional da obra em 2007, com a Orquestra do Algarve, com a Fundação Orquestra Estúdio, no âmbito do Guimarães 2012 – Capital Europeia da Cultura, onde estreou a obra “SoNotas – Concertino para Tuba e Orquestra de Cordas” do compositor Francisco Loreto. Mais recentemente foi solista com a Orquestra Sinfónica Provincial de Santa Fé, Argentina interpretando o cONCERTO fOR tUBA, Op. 139 de Jorge Salgueiro.
Sérgio Carolino foi convidado a ser o Artista Residente durante um ano, onde teve oportunidade de estrear, gravar e apresentar vários dos seus projetos, tendo estreado dezenas de obras de compositores nacionais e estrangeiros no CineTeatro João D'Oliva Monteiro em Alcobaça (2009), Centro Cultural e de Congressos de Caldas da Rainha (2012) e no Centro de Cultura Contemporânea e CineTeatro Avenida em Castelo Branco (2016).
Sérgio tem mais de duzentas obras escritas para e dedicadas a si, por compositores dos cinco continentes, quatro das quais vencedoras do Harvey Phillips Award Prize for Excellence in Composition, organizado pela International Tuba Euphonium Association (ITEA) e entregues durante a International Tuba Euphonium Conference (ITEC), realizadas de dois em dois anos. Compositores Luís Cardoso, Francisco Loreto (Portugal), Dimitris Andrikopoulos (Grécia) e Andrew Batterham (Austrália) foram alguns dos vencedores do prestigiante prémio.
Sérgio toca com os bocais Yamaha Sérgio Carolino Artist Signature “BB-CAROLINO”, Romera Brass 38S800 & 38S800a, C48 & C46, desenhados e concebidos por si, usando ainda a surdina Mushroom Cupe Mute,  desenhada por si e fabricada pelo Austríaco Johannes Schlipfinger.
Em 2010 concebeu um novo e único instrumento, o qual baptizou com o nome de Lusofone ‘Lúcifer’, inspirado no Orenophone do virtuoso tubista Britânico e seu grande amigo - Oren Marshall, o qual foi construído pelos mestres norte-americanos, Tim Sullivan e Harold Hartman.
Recentemente, Carolino venceu o Prémio SPA 2013 na Categoria de Música Erudita, pelas obras editadas em 2012 e ação divulgadora da música Portuguesa, entregue na Gala SPS/RTP no Grande Auditório do Centro Cultural de Belém (CCB) em Lisboa, e a qual teve transmissão em direto na televisão pública portuguesa - RTP1.

## Prémios
Recebeu em 2008 o "Roger Bobo Award Prize for Excellence in Recording", da International Tuba-Euphonium Assotiation (ITEA), entregue na Universidade de Cincinnati, nos EUA, pelo seu primeiro disco a solo "Steel aLive!", que foi então considerado uma "masterpiece" internacional da Tuba.  
Recebeu em 2004, pelo primeiro disco do trio TGB "Tuba Guitarra & Bateria" (Clean Feed), o prémio de "Músico Revelação de Jazz 2004" em Portugal, pelo crítico de jazz José Duarte e o "Prémio Carlos Paredes".  
Em Junho de 2010, recebeu o segundo "Roger Bobo Award Prize for Excellence in Recording", pelo disco “Agreements&Disagreements”, do projecto "2Tubas&Friends" com Anne Jelle Visser, entregue na Universidade Estatal do Arizona, em Tucson, nos EUA.  
Em Junho de 2012, recebe o seu terceiro "Roger Bobo Award Prize for Excellence in Recording" - Categoria Jazz/Pop/Rock/Comercial, pelo disco "Pop&Roll" (Loft Records) do quarteto The Postcard Brass Band, entregue no Bruckner Hall, Linz, na Áustria.
Carolino venceu o Prémio SPA 2013 na Categoria de Música Erudita, pelas obras editadas em 2012 e ação divulgadora da música Portuguesa, entregue na Gala SPS/RTP no Grande Auditório do Centro Cultural de Belém (CCB) em Lisboa, e a qual teve transmissão em direto na televisão pública portuguesa - RTP1
Em Maio de 2014 venceu o seu quarto "Roger Bobo Award Prize for Excellence in Recording", pelo disco duplo Sérgio Carolino presents Mr. SC & The Wild Bones Gang editado pela editora portuguesa Afinaudio Records e entregue numa cerimónia na Universidade de Indiana - Jacobs School od Music, Bloomington, EUA, durante a International Tuba-Euphonium Conference.

## Citações
"Pode afirmar-se despudoradamente que Sérgio Carolino é, o grande sonhador revolucionário, de forma positiva e inigualável, da tuba em Portugal podendo, inclusivamente, estabelecer-se em Portugal as Idades: A. C. (Antes de Carolino) e D.C (depois de Carolino)" 

## Discografia
- TGB "TubaGuitarraBateria" CD#1 (Clean Feed 2004)
- Sérgio Carolino "Steel aLive!" (Afinaudio Records 2007)
- European Tuba Trio "Jeudi 26" (2008)
- 2tUBA&friends "Agreements & Disagreements"  (Loft Records 2008)
- Postcard Brass Band "The Postcard Brass Band" (Loft Records 2008)
- António Vitorino D'Almeida "Concertos for Tuba & Oboé" (Numérica 2008)
- TGB "Evil Things" CD #2 (Clean Feed 2010)
- 2tUBA&friends "In Memoriam" CD #2 (2010)(Special guest: Roger Bobo)
- "A Portuguesa", Soloist with the Portuguese Symphonic Wind Band (2010)
- Sergio Carolino presents Portuguese Tuba Ensemble HOW LOW CAN YOU GO? "VENENO" (2010)(special guests: Harri Lidsle & Roland Szentpáli)
- Postcard Brass Band "Pop & Roll" (Mario Marques Produções 2011)
- TUBAB Duo _ "Live in Paredes de Coura '09'", TUBAB (2011)
- Sérgio Carolino presents Mr SC & The Wild Bones Gang "Mr Sc & The Wild Bones Gang" (Anne Jelle Visser & João Paulo Fernandes) (2012 - Double CD)
- SURREALISTIC DISCUSSION "Surrealistic Discussion" (2012) (commission by the Torres Vedras International Accordion Festival "World Accordions") duo with João Barradas (accordion)
- "Traveler" (2012) soloist with the Portuguese Symphonic Wind Band (BSP) live at the 2011 Kerkrade International Music Contest
- "Drumming GP plays António Pinho Vargas" (2012) soloist with the Drumming GP (percussion ensemble) directed by Miquel Bernat
- XL DUO (Sérgio Carolino & Telmo Marques) "Portuguese Music for Tuba & Piano" (Afinaudio Records 2014)
- Funky Bones Factory! (2014) JACC Records
- Sérgio Carolino - Steel aLive! Vol. II "World Premieres & Live Performances" soloist with the Orquestra Sinfónica do Porto Casa da Música. Christian Lindberg (conductor) & Portuguese Symphonic Wind Band (BSP). (Afinaudio Records 2015)
- Sérgio Carolino "Guide to the Glory" soloist with the Portuguese Symphonic Wind Band (BSP). (Afinaudio Records 2016)
- Conical Brass "Faraway, Nearby" com Jeff Nelsen (horn), Telmo Marques (piano) & special appearance: Massive Brass Attack! (Afinaudio Records October 2016)
- TUBAX DUO _ Sérgio Carolino (bass & contrabass tubas) & Mário Marques (saxophones). Featuring SPARKY - the Basset Hound. (MarioMarquesProduções September 2016)
- Sérgio Carolino presents Mr SC & The Wild Bones Gang Vol. II with special guests: Gene Pokorny, Shimpei Tsugita, Ricardo Carvalhoso (tubas). Eijiro Nagakawa (jazz trombone). David Bruchez (musical director). Afinaudio Records 2017. (in production - release date: August 2017)
- Moderato Tangabile _ "Moderato Tangabile" duo. Sérgio Carolino (tuba) & Daniel Schvetz (piano and composition), (Afinaudio Records 2016)

- Super Live! YAMAHA TUBA DUO • Sérgio Carolino & Shimpei Tsugita (bass & contrabass tubas), Rena Hashimoto (piano) & Taro Someya (drums). (Octavia Records, Inc. 2016, Japan)

- TUBAB DUO "Deep in the Forest" _ Sérgio Carolino (tuba/electronics) & Jorge Queijo (drums/percussion/electronics/voice). (release date: January 2017)
- SubWoofer Trio • Sérgio Carolino & Gil Gonçalves (tubas), Miguel Moreira (drums). (SubWoofer Productions - in production)
- TransAtlantic Tuba Connection "Full Tilt" _ Sérgio Carolino (bass & contrabass tubas), Mike Forbes (bass tuba) & Pedro Silva (drums); (Carolino & Forbes Records 2017 - release date: January 2017)
- Sérgio Carolino (contrabass tuba) & Demondrae Thurman (euphonium) play Johann Sebastian Bach's  Suite #1, BWV 1009 (arranged for euphonium & tuba duet by Tony Rickard). Available to listen for free at: https://soundcloud.com/sergio-carolino/suite-1-in-g-major-bwv-1007by-johann-sebastian-bach
- HOW LOW CAN YOU GO? "Em Casa" Portuguese Tuba Ensemble | CD #2. Special guest: Gil Gonçalves (tuba). (Afinaudio Records 2017 - in production)
- TGB CD#3 (authors edition 2017 - in prodution)
- Crossfade Ensemble (2017 - in production) (Daniel Bernardes - music/artistic director; Mário Dinis Marques (tenor & soprano saxophones), Ricardo Toscano (clarinete & alto sax), Hugo Assunção (tenor trombone), Sérgio Carolino (contrabass tuba), Jeffery Davis (vibraphone/marimba) & João Barradas (accordeon)!
- DVD with Massive Brass Attack! Portuguese Large Brass Ensemble. "Live at the Teatro Helena Sá e Costa" (Porto). (Serviços AUDIO/VÍDEO IPP 2015)
- "Pocket Change" Sérgio Carolino (contrabass tuba), Nimrod Ron (bass tuba) with the MASSIVE BRASS ATTACK! Portuguese Youth Brass Ensemble, conducted by Hugo Assunção. Workd by Roland Szentpáli, Luís Cardoso, Jim Self & Andrew Batterham. Recorded on January 2017. (in production - 2017)
- "T'nT Tuba 'n Tuba" Sérgio Carolino & Gene Pokorny (bass & contrabass tubas), Telmo Marques (piano). Original works by composers Paul Terracini, Kjell Mork Karlsen, Torstein Aagaard-Nilsen, Luís Cardoso, Telmo Marques, Eurico Carrapatoso & Lon W. Chaffin. (Afinaudio Records - in production).

## Ligações Externas
- Site oficial de Sérgio Carolino
- Sérgio Carolino no Facebook
- Sérgio Carolino no MySpace
- Site do "The Postcard Brass Band"
- Site do "European Tuba Trio"[ligação inativa]
- Sérgio Carolino na Yamaha
- International Tuba Euphonium Association
- Entrevista a Sérgio Carolino no site JazzPortugal